# ТЕС Паріт-Бару
0°3′32″ пн. ш. 109°12′15″ сх. д. / 0.05889° пн. ш. 109.20417° сх. д.
ТЕС Паріт-Бару – електростанція на заході індонезійського острова Калімантан. 
В 2016-му на майданчику станції ввели в дію 4 встановлені на роботу у відкритому циклі газові турбіни потужністю по 25 МВт, призначені передусім для покриття пікових навантажень. Вони споживають нафтопродукти, проте за умови появи ресурсу природного газу можуть бути переведені на це паливо. 
У 2018 та 2019 роках поряд стали до ладу два конденсаційні блоки (також відомі як ТЕС Калбар) з паровими турбінами потужністю по 50 МВт, розраховані на спалювання вугілля.
Видача продукції відбувається по ЛЕП, розрахованій на роботу під напругою 150 кВ.